# تقرير مالي سنوي شامل

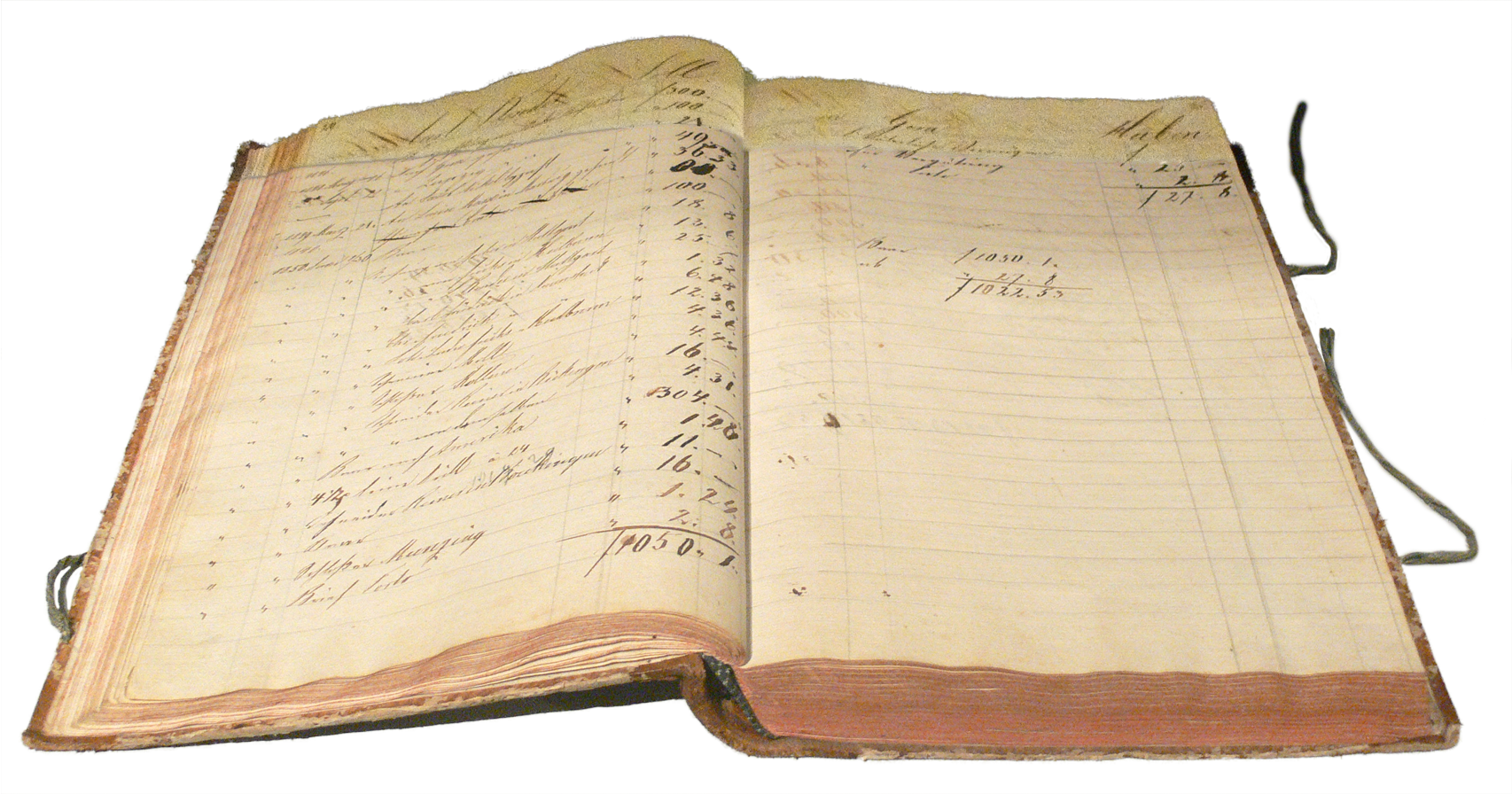

التقرير المالي السنوي الشامل (CAFR) هو مجموعة من البيانات المالية الحكومية في الولايات المتحدة تضم التقرير المالي للولاية أو البلدية أو أي كيان حكومي آخر يلتزم بالشروط المحاسبية التي سنها مجلس المعايير المحاسبية الحكومية (GASB). ويقدم مجلس المعايير المحاسبية الحكومية المعايير الخاصة بمحتوى التقرير المالي السنوي الشامل في الإصدار المحدث سنويًا تدوين معايير التقرير المالي
والمحاسبي الحكومي. وتلتزم الحكومة الفيدرالية الأمريكية بالمعايير التي وضعها المجلس الاستشاري للمعاير المحاسبية الفيدرالية (FASAB).
يقوم موظفو الحسابات في الولاية أو البلدية أو أية كيان حكومي بـ «جمع» التقرير المالي السنوي الشامل، ويقوم «بمراجعته» شركة محاسبة خارجية معتمدة من المعهد الأمريكي للمحاسبين العموميين المعتمدين (AICPA) بحيث تكون تلك الشركة تلتزم بمتطلبات مجلس المعايير المحاسبية الحكومية. ويتكون التقرير من ثلاثة أقسام: المقدمة والقسم المالي والقسم الإحصائي. ويجمع التقرير المعلومات المالية من محاسبة الصناديق ومحاسبة هيئات المشروعات.

## معلومات تاريخية
تشكلت اللجنة القومية للمحاسبات البلدية (NCMA) عام 1934 وقامت بتأسيسها جمعية الموظفين الماليين في الحكومة بهدف وضع المعايير المحاسبية. ونتيجة لعمل تلك اللجنة، تم وضع «المبادئ المحاسبية في البلديات»، وهي السابقة للتقرير المالي السنوي الشامل. ثم تلا اللجنة القومية للمحاسبات البلدية، الاتحاد القومي للمحاسبة الحكومية (NCGA) الذي أصدر «التقرير المالي والمراجعي والمحاسبي الحكومي» الذي هو القالب لوضع المعايير الحالية. فهذه الوثيقة المعروفة باسم «الكتاب الأزرق» وما تلاها وثقت الهيكل المحاسبي للتقرير المالي المحاسبي الشامل وقدمت المعايير ونماذج المستندات. وبحلول عام 1946 بدأت كل مستوى من المستويات الحكومية المختلفة —الفيدرالية والولاية والمحلية والبلدية—في عمل تقرير مالي محاسبي شامل لتقديم صورة كاملة عن الأموال المؤسسية وممتلكات المشاريع أو الممتلكات المالية والأصول والعوائد الاستثمارية بأكملها الخاصة بتلك الكيانات الحكومية وغير الحكومية التي تستخدم التقرير. فهذا الإجراء يتفوق على آلية الميزانية ويتخطاها ويحل محل ما كان يعرف دومًا بالممارسة «خارج الدفاتر» المسمى «مجموعة محاسبة الأصول الثابتة». ولا تعكس تقارير «الموزانة» الحكومية ذات الغرض العام حسابات تلك البيانات المالية، بل تقرر فقط الموازنة أو صناديق «الطوارئ» أو استثمارات صندوق المعاشات. -ولقد أصبح التقرير المالي المحاسبي الشامل في فترة السبعينيات هو النموذج القومي للمحاسبات الحكومية المحلية.
يقدم التقرير المالي المحاسبي الشامل الناتج إلى جمعية الموظفين الماليين في الحكومة، التي تقوم سنويًا بمراجعة تقرير الحكومة المحلية للمتقدم وبعد المراجعة تقدم الجمعية شهادة إنجاز الامتياز والتقارير المالية لكل الجهات الحكومية المحلية التي تلتزم بمعايير الإعداد المحاسبي للتقرير المالي المحاسبي الشامل. وفي الوقت الحالي، توضح الكيانات الحكومية للمبادئ المحاسبية خطابات نقلية تصدرها إلخ.

## الفروق بين الموازنة العامة والتقرير المالي السنوي الشامل
إن الفارق الأساسي بين الموازنة والتقرير المالي السنوي الشامل هو أن الموازنة عبارة عن خطة للفترة المالية (عام في الغالب) تعرض أساسًا مصادر تجميع عوائد الضرائب، بينما يشتمل التقرير على نتائج الفترة المالية (العام) مع تراكمات العام السابق. ويبين التقرير إجمالي الحسابات المالية التي لم تبينها تقارير موازنة الغرض العام. ويشتمل التقرير على قسم يعرض مقارنة بين موازنة الفترة والإنفاق الفعلي. كما يقدم التقرير عرضًا مفصلاً لحسابات الاستثمار حسب الفئة بما يعكس التوازنات عبر السنوات الماضية.
وثيقة الموازنة الحكومية هي مخطط خاص بـ «مجموعة محددة» لإنفاق الهيئات الحكومية على مدار فترة مالية سنوية. وتشتمل موازنة الغرض العام على فئات الإنفاق الخاصة بوحدات خاصة في الحكومة، مثل الإدارات المدرسية والخدمات الاجتماعية والنقل والشرطة والمطافئ وخدمات الحدائق؛ بالإضافة إلى تقديرات للعوائد المقدر تحصيلها على مدار العام، مثل عوائد الاستثمار؛ والتجاوزات المالية من العام الماضي ومدفوعات الضرائب. ودائمًا ما تقتصر تلك الموازنات على التكاليف المتوقعة لتنفيذ العمليات الحكومية سابقة الذكر باستخدام عوائد الضرائب في مقابل وصف حالة أية أصول ثابتة للحكومة وثروة الاستثمار.
التقرير المالي السنوي الشامل هو تقرير يضم النتائج المالية العامة الكاملة لكل من تلك «المجموعات المحددة» من الهيئات الحكومية التي تظهر في موازنة الغرض العام للعام المالي الحالي وجميع الهيئات والأقسام الأخرى. وقد تكون تلك الهيئات مستقلة ومشروعات (مثل ملاعب الجولف المملوكة للمدينة أو الحكومة) وإعادة التدوير والماء والصرف الصحي والإدارة المالية - ولقد تم إنشاء هذه الهيئات مع ولادة السلطة المحلية أو الولاية أو الحكومة. ويقدم التقرير المالي السنوي الشامل معلومات تتعلق بجميع تلك الهيئات الحكومية الأخرى التي قد تكون لها موازنات خاصة وحسابات استثمارية منفصلة لكن ممتلكاتها المالية لا ترتبط بـ موازنة الغرض العام الذي تقدمه الحكومة نفسها للشعب. ويمكن استخدام هذا التقرير إلى جانب وثيقة الموازنة للمقارنة بين الموقف المالي العام للمنظمات وموزانة الغرض العام السنوية. فهذا التقرير هو العرض الكامل للاستثمار المالي وسجلات العوائد من جميع المصادر، ويعكس التقرير التطور الحادث على مدار العقود بينما تقرير الموازنة عبارة عن وثيقة أقل مستوى من التقرير المالي السنوي الشامل حيث ترتكز تلك الوثيقة ارتكازًا أساسيًا على الإيرادات المتوقع تحقيقها وإنفاقها على مدار عام فقط.
وبخلاف القواعد المطبقة على الحكومات، يجب على الشركات الأمريكية التي تمارس أعمالها التجارية بصورة عمومية بموجب هيئة الأوراق المالية والتداولات الأمريكية (SEC)، أن تقدم التقرير المالي السنوي (AFR) لكل مساهم كل عام.

## التغطية الإعلامية والمفاهيم المغلوطة
تذكر التغطيات الإخبارية للمشكلات المالية للحكومة «صناديق الطوارئ» أو الصناديق «المخصصة» الخاصة والقروض بين الكيانات الحكومية وبيع الممتلكات الحكومية، مثلاً، في صورة أسهم لشركة التأمين الصحي وعادة ما تتم الإشارة إلى «الموازنة»، إلى جانب ذكر استثمارات صناديق المعاشات، بينما عند الحساب الكامل لأصول الكيانات الحكومية، يتم في العادة الإشارة إلى «التقرير المالي السنوي الشامل». لقد كشفت وسائل الإعلام «البديلة» منذ التسعينيات الماضية أمام قطاعات من الشعب موضوع التقرير المالي السنوي الشامل (في الولايات المتحدة) الذي يساهم في الموضوع المسمى «نظرية المؤامرة» أو «الصندوق الفارغ». ويمكن النظر إلى إعداد تقارير عن المشكلات المالية الحكومية باعتباها حسية في تعاملها مع فوائض الإنفاق المزعومة. ومن أمثلة ذلك شجرة عيد الميلاد بقيمة 10 آلاف دولار أو الإشارات الغامضة لـ «مليارات عدة» في الإشارة إلى المسائل المتعلقة بصناديق المعاشات التي تديرها الولاية. في سلسلة حديثة من التقارير، قدم اتحاد مقاطعات كنتاكي الذي يخضع إنفاقه للتدقيق من قبل ليكسنجتون هيرالد ليدر بعض المعلومات حول هذه الأنواع من الكيانات بالإضافة إلى الفوائض والزيادة الإنفاقية المزعومة أثناء استخدام الأموال المكتسبة من الرسوم الحكومية للمنتجات مثل التأمين البلدي بأسعار الخصومات التي تحقق فائضًا يتجاوز احتياجات الكيان. وقد تضم الموضوعات التقليدية لوسائل الإعلام البديلة أمثلة لـ: كيانات حكومية تمول مشكلات السندات لبعضها البعض، أورانج كاونتي كاليفورنيا أو غيرها من أقسام الاستثمارات الحكومية في المشتقات؛ الصفقات المالية التي تخفى عن العامة لإغراء الشركات لإقامة مقارها في الولاية، مثل الحوافز الضريبية في مقابل أصول سندات في الشركة.
ويجب اعتبار أن الكثير من تغطية وسائل الإعلام السائدة والبديلة لموضوع المشكلات المالية الحكومية تمثل عاملاً في ثقة الشعب في مسائل محاسبة الحكومة.

## وصلات خارجية
- reference “Citation needed” above https://web.archive.org/web/20090411175835/http://ag.ky.gov/NR/rdonlyres/7C26CE34-3010-4F0B-A75B-64E941FC4115/0/93ORD96.htm
- Governmental Accounting Standards Board (GASB) Web Site نسخة محفوظة 19 سبتمبر 2019 على موقع واي باك مشين.
- American Institute of Certified Public Accountants (AICPA) Web Site
- 65 years of the Blue Book - a detailed history of how the CAFR standards were developed by GFOA.
- Treasury Direct FedInvest site
- GAO History Government Accounting Office